# Hughenden (Australia)
Hughenden – miasto (town) w Australii, w środkowej części stanu Queensland, w hrabstwie Flinders, położone nad rzeką Flinders, ok. 320 km na południowy zachód od Townsville. W 2006 roku miasto liczyło 1154 mieszkańców. Znajduje się tu port lotniczy Hughenden.